# 驱蚊灵
驱蚊灵，化学名卡百酸二甲酯（英語：Dimethyl carbate）是一种驱虫剂，可看作是一分子卡百酸与两分子甲醇形成的二酯，可由马来酸二甲酯与环戊二烯通过狄尔斯–阿尔德反应合成。